# Samuel B. J. Oschoffa
Samuel Bilewu Joseph Oschoffa (englische Schreibweise: Oshoffa, * 18. Mai 1909 in Porto-Novo, Dahomey; † 10. September 1985 in Ilupeju) war ein beninischer Kirchengründer und Oberhaupt der Himmlischen Kirche Christi.

## Leben
Oschoffas Vorfahren kamen aus Nigeria und gehörten dem Volk der Yoruba an. Der Vater war Zimmermann und um die Jahrhundertwende einer der ersten Christen in Porto Novo. Er war aktiv und etabliert in der methodistischen Missionskirche und darauf bedacht, dass sein einziger Sohn ein guter Christ werde. Daher schickte er ihn im Alter von 13 Jahren auf eine Missionsschule, von der der junge Oschoffa nach kurzer Zeit wegen undisziplinierten Verhaltens verwiesen wurde. Er nahm danach das Handwerk seines Vaters an und wechselte später auf den einträglicheren Handel mit Edelhölzern um. Diese Tätigkeit führte ihn auf ausgedehnte Exkursionen in den Urwald. Nach dem Tod des Vaters wurde Oschoffa ein engagierter Christ in der methodistischen Kirche. Es bestand ebenfalls enger Kontakt zur Cherubim and Seraphim Society, einer unabhängigen afrikanischen Kirche mit charismatischer Ausrichtung, die kurz zuvor eine Gemeinde in Porto Novo gegründet hatte.
Während einer partiellen Sonnenfinsternis im Mai 1947 (Sonnenfinsternisse kündigen nach den traditionellen Vorstellungen der Region große Veränderungen an) wurde Oschoffa bei einer Erkundung von seinem Kanuführer allein im Urwald zurückgelassen. Er war zunächst verschollen; als er nach drei Monaten wieder auftauchte, war er verändert. Es wird berichtet, er habe durch Gebete und Auflegen der Hände Kranke geheilt, auch wird ihm aus dieser Zeit nachgesagt, er habe zwei Tote zum Leben auferweckt. Oschoffa erzählte von Visionen des Gottesreiches, die er während seiner Zeit im Urwald gehabt habe. Die methodistische Kirche reagierte skeptisch bis feindselig auf Oschoffas verändertes Auftreten. Es wurde ihm Betrug und auch Satanismus vorgeworfen. Umgekehrt warf Oschoffa den etablierten Christen in Afrika Heuchelei vor: diese bekannten sich zum Christentum, würden aber, sobald sie in ernsthafte Schwierigkeiten gerieten, auf traditionelle Zaubermittel zurückgreifen. Da auch die Cherubim und Seraphim-Kirche sich Oschoffa gegenüber kühl verhielt, sah dieser sich veranlasst, eine eigene Kirche zu gründen. Bald darauf erzählte er, von einem Engel beauftragt worden zu sein, durch Predigt und Geistheilungen im Namen Jesu Christi Menschen vor satanischen Versuchungen zu bewahren. Diese Vision hat für Oschoffas Anhänger besondere Authentizität, da sie unabhängig von ihm durch eine weitere Person, eine gewisse Marie Zevenu bestätigt wurde. Kurz darauf wurde, erneut unter Inspiration, ein Name für die Kirche gefunden: Eglise du Christianisme Céleste, Himmlische Kirche Christi, heute besser bekannt unter dem Namen Celestial Church of Christ (CCC). Die CCC weist in Auftreten, Liturgie und Lehre starke Verwandtschaft mit der Cherubim and Seraphim Kirche auf. Nach Oschoffas Deutung ist jene der CCC vorausgegangen, wie Johannes der Täufer Jesus Christus. Organisatorisch ist die Kirche hierarchisch gegliedert, mit Oschoffa als Oberhaupt, sogenannter „Pastor“, was innerhalb der CCC einem papstähnlichen Rang entspricht. 
Oschoffa, dessen Name zum Synonym für Wunderheilungen wurde, war bald eine der umstrittensten Figuren in Benin. Insbesondere die römisch-katholische Kirche, die viele Mitglieder an die CCC verlor, leistete erbitterten Widerstand. 1950 erreichte die CCC Nigeria, eine erste Gemeinde wurde in Makoko in Lagos gegründet. Aufgrund des Drucks, dem sich Oschoffa in Benin ausgesetzt sah, siedelte dieser 1951 nach Makoko um. In den 1970er Jahren erfuhr die CCC eine explosionsartige Ausdehnung, besonders innerhalb Nigerias. Verantwortlich wird dafür unter anderem der Ölboom Nigerias gemacht, der auch dieser Kirche erhebliche finanzielle Mittel zur Verfügung stellte. In dieser Zeit wurde die Stadt Imeko im Bundesstaat Ogun, die Geburtsstadt von Oschoffas Mutter, zu einer Zentrale der CCC ausgebaut. Sie erhielt von den Anhängern der Kirche den Namen „Celestial City“ und wurde zum ständigen Wohnsitz Oschoffas. 1982 kam es zu einer Begegnung zwischen Oschoffa und Papst Johannes Paul II., die eine Aussöhnung zwischen der CCC und der römisch-katholischen Kirche einleitete. 
Oschoffa starb am 10. September 1985 an den Folgen eines Autounfalls. Bereits zu seiner Beerdigung brachen Führungsstreitigkeiten innerhalb der CCC aus, die sich zu einer permanenten Krise auswuchsen. Oschoffa wurde in Imeko begraben, obwohl auch Porto Novo Ansprüche erhob. Seitdem ist es nicht mehr gelungen, einen von allen Gemeinden anerkannten „Pastor“ als geistigen Führer der CCC einzusetzen.